# La Critique du lard
La Critique du lard (France) ou Devine qui vient critiquer le dîner (Québec) (Guess Who's Coming to Criticize Dinner) est le 3e épisode de la saison 11 de la série télévisée d'animation Les Simpson.

## Synopsis
Homer accompagne Lisa et Bart lors d'une visite des étudiants de l'école de Springfield au journal local (Springfield Shopper) et devient critique culinaire du journal mais, ses articles étant trop médiocres, Lisa lui vient en aide. Au début tout se passe bien mais Homer est trop gentil dans ses critiques. Sur les conseils de ses confrères il devient plus méchant, ce qui agace Lisa qui décide de cesser de collaborer avec lui. Ses critiques étant de nouveau mauvaises, des cuisiniers tentent de le tuer en lui proposant un éclair au chocolat mortel mais échouent.

## Information
- Le cuisinier moustachu qui confectionne « La Bombe », l'éclair qui doit tuer Homer, est français mais il est doublé en version française avec accent russe.

## Erreurs
- On apprend par le biais d'un microfilm de journal, qui date du jour de la naissance d'Homer, que ce dernier était un bébé exceptionnellement gros (et laid). Or, un journal qui parle de la naissance d'Homer ne peut pas dater du jour même de sa naissance: il devrait plutôt s'agir du journal publié le lendemain de la naissance.